# P71
P71 je oceánská hlídková loď a vlajková loď ozbrojených sil Malty. Plavidlo je největší válečnou lodí maltských ozbrojených sil a zároveň největší lodí postavenou italskou loděnicí Vittoria. Jedná se o typ OPV748 loděnice Vittoria.

## Stavba
Proces získání nové maltské oceánské hlídkové lodě byl zahájen roku 2015. V červnu 2016 bylo potvrzeno, že Evropská unie na plavidlo přispěje 34 miliony euro. V říjnu 2018 byla pro stavbu vybrána italská loděnice Vittoria se sídlem poblíž Benátek. Kontrakt v hodnotě 35 milionů euro byl s loděnicí podepsán 16. ledna 2019. Rozestavěné plavidlo bylo na vodu spuštěno 27. února 2021. Hotové plavidlo bylo do služby přijato 22. března 2023.

## Konstrukce
Posádku tvoří 40 osob, přičemž na palubě jsou ubikace pro dalších 20 osob. Výzbroj tvoří jeden 25mm kanón v dálkově ovládané zbraňové stanici a jeden 12,7mm kulomet. Plavidlo nese dva rychlé 9,1metrové čluny RHIB a na zádi přistávací plochu pro vrtulník (např. AW139). Pohonný systém diesel-elektrické koncepce je od společnosti Rolls-Royce. Tvoří jej dva diesely Wärtsilä 16V 26 o výkonu 5440 kW, pohánějící prostřednictvím dva převodovek SC722 FCP dva lodní šrouby se stavitelnými lopatkami PROMAS. Příďové dokormidlovací zařízení je typu TT1300 a záďové typu TT100. Nejvyšší rychlost přesáhne 21 uzlů. Cestovní rychlost je 12 uzlů.